# AGM-159 JASSM
Ne doit pas être confondu avec AGM-158 JASSM.
Le missile AGM-159 était un projet de missile proposé en 1996 par Boeing en collaboration avec McDonnell Douglas pour répondre au projet JASSM de l'US Air Force. Le développement fut stoppé après que l'AGM-158 de Lockheed Martin eut été sélectionné pour poursuivre le projet en 1998.